# Cuisine équipée

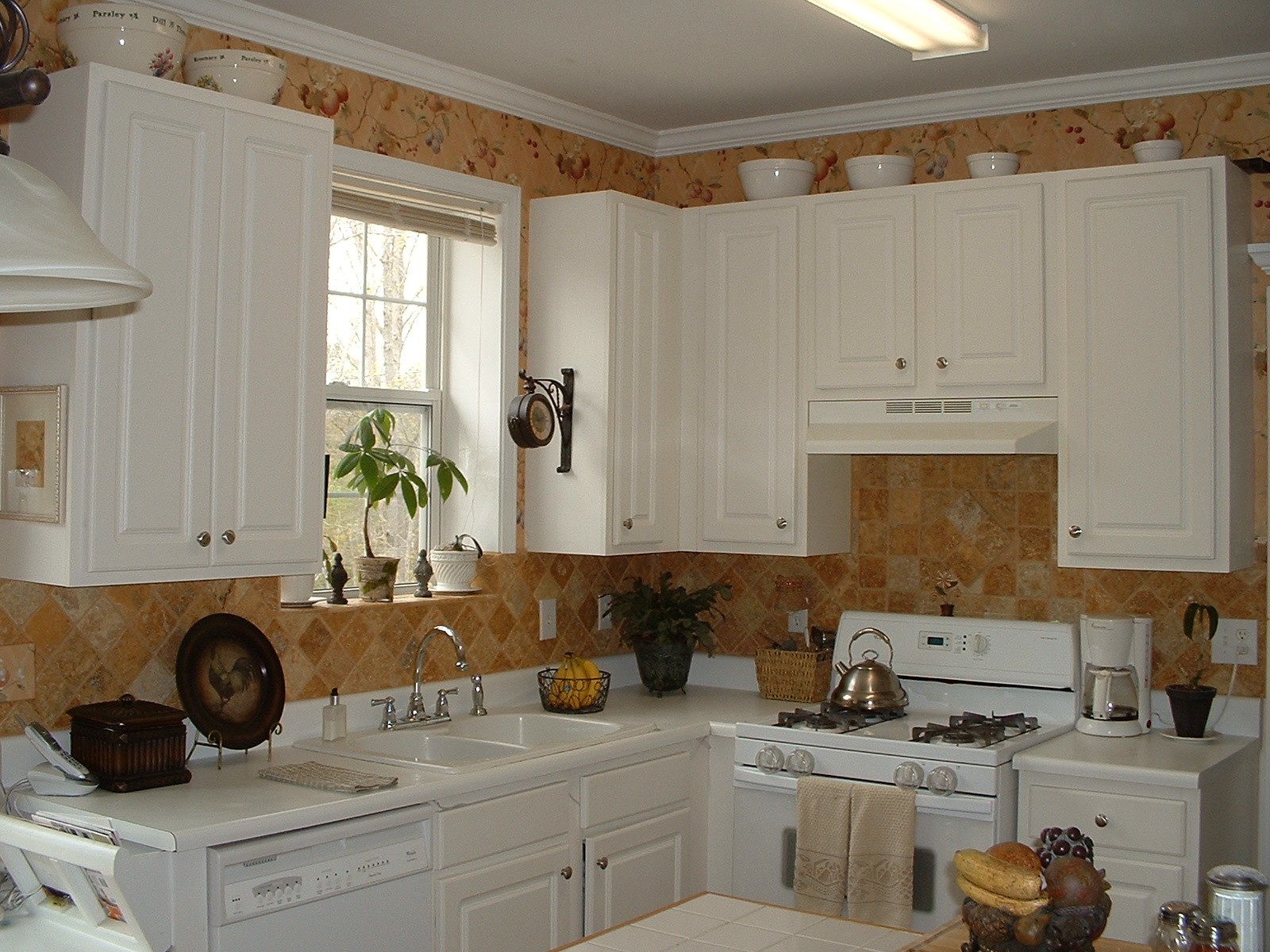
Une cuisine équipée.

Une cuisine équipée est une pièce ou zone d'une pièce réservée à la cuisine avec les meubles nécessaires à cette activité (évier, placards, etc.) avec son électroménager (réfrigérateur, four, lave-vaisselle, etc.).
Une cuisine sans électroménager mais avec les branchements électriques et hydrauliques liés est appelée cuisine aménagée.
Ce terme, dont la définition exacte reste floue, est essentiellement utilisé dans le cadre d'une habitation moderne d'un particulier, par exemple lors d'une annonce immobilière.

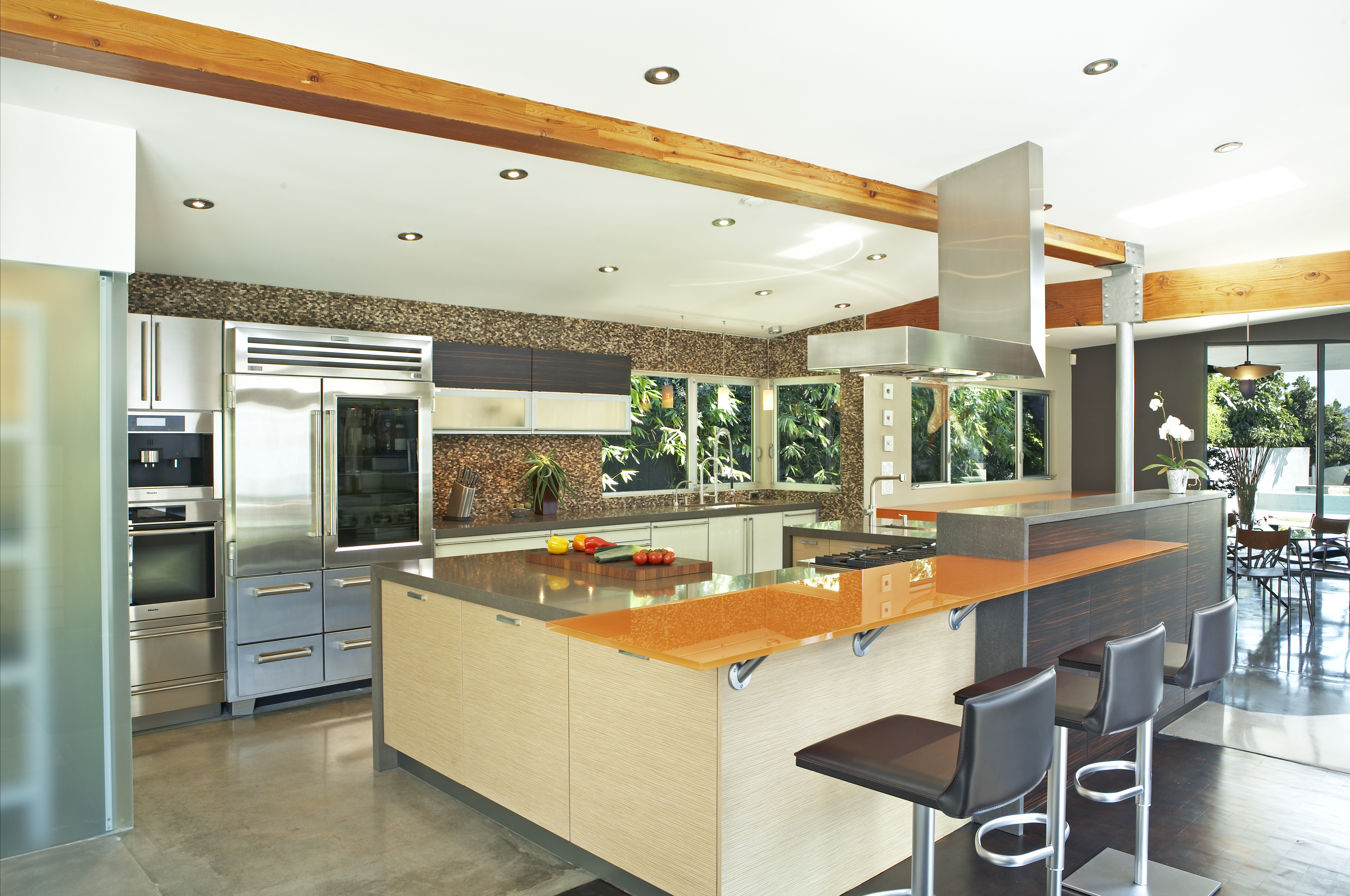
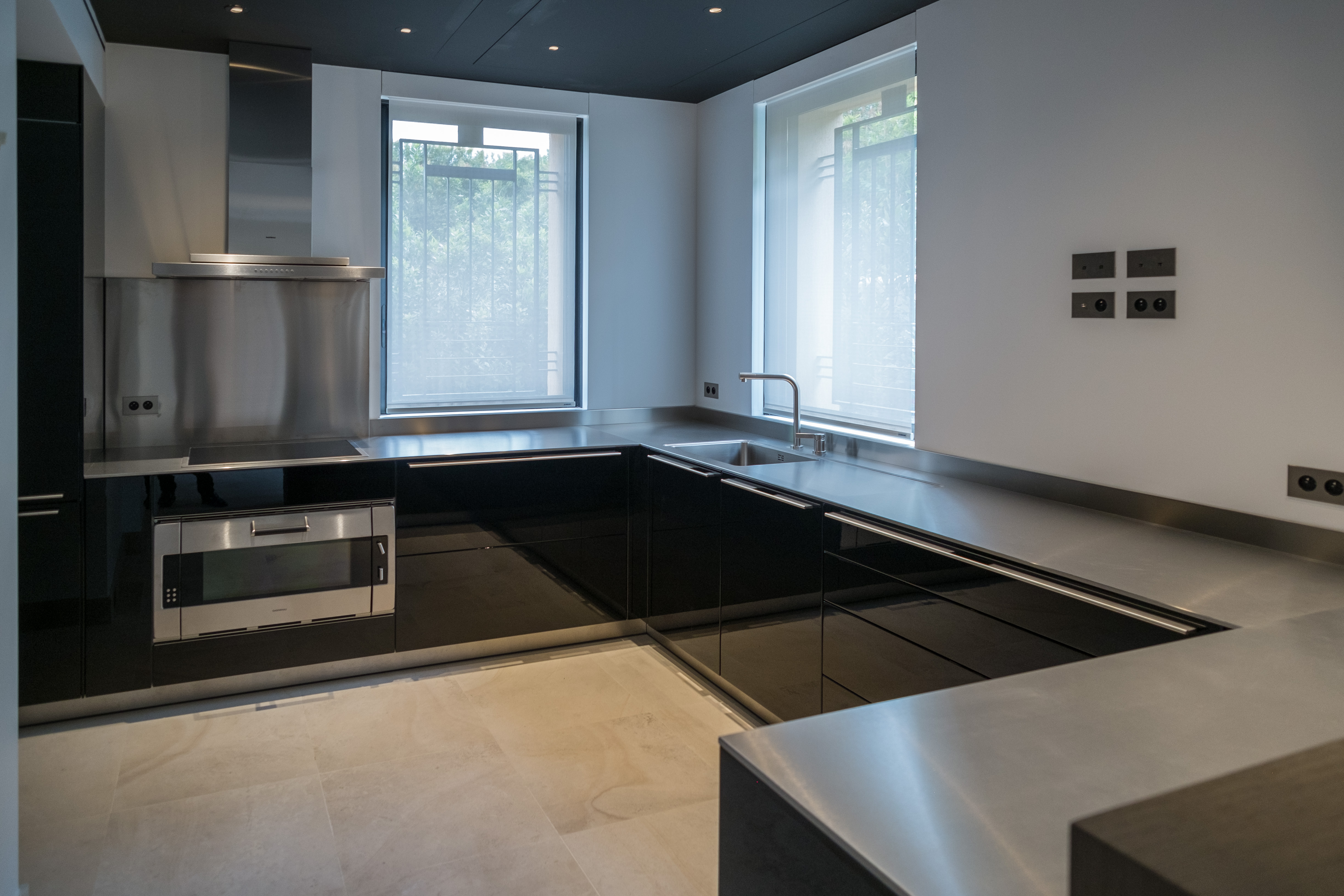
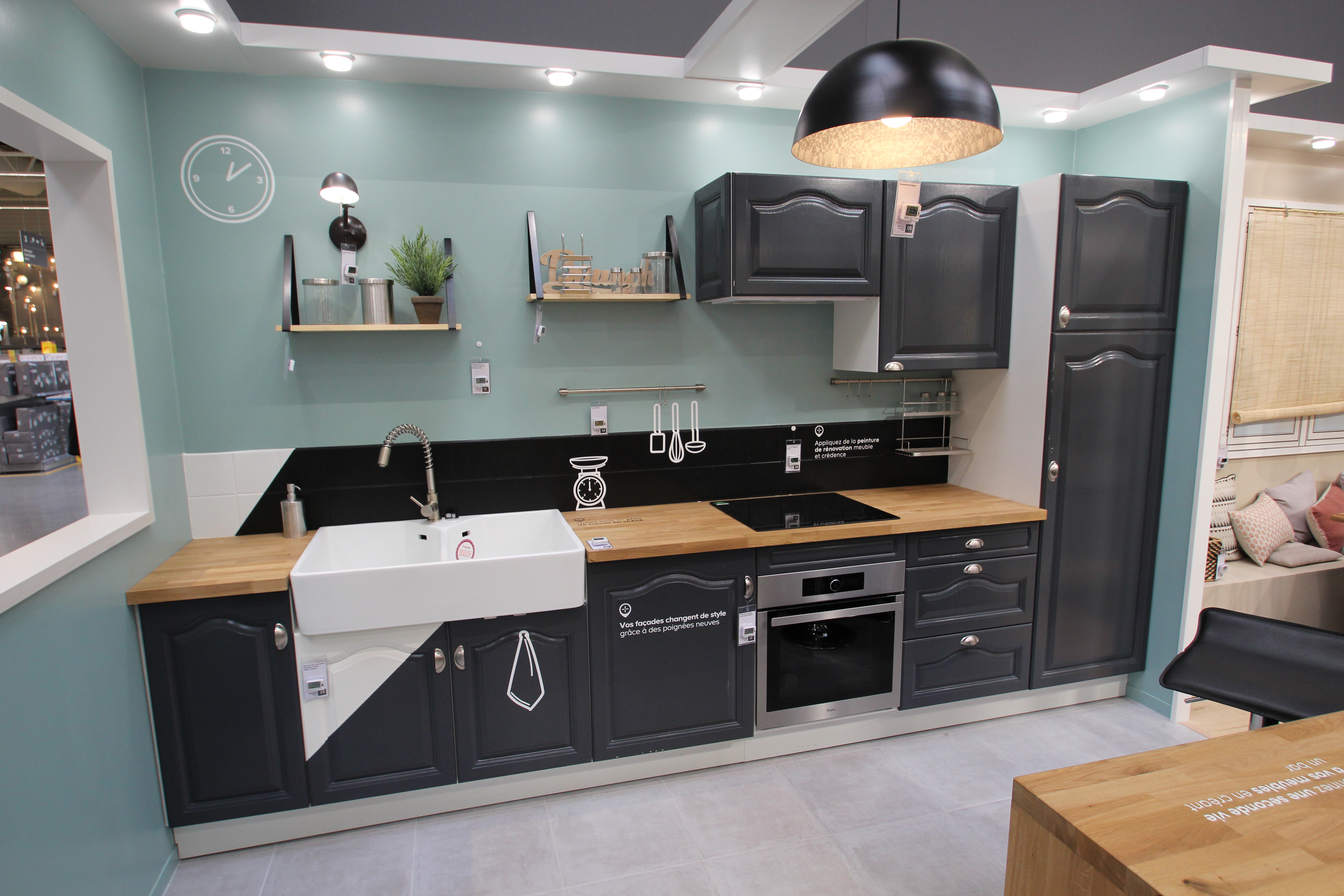
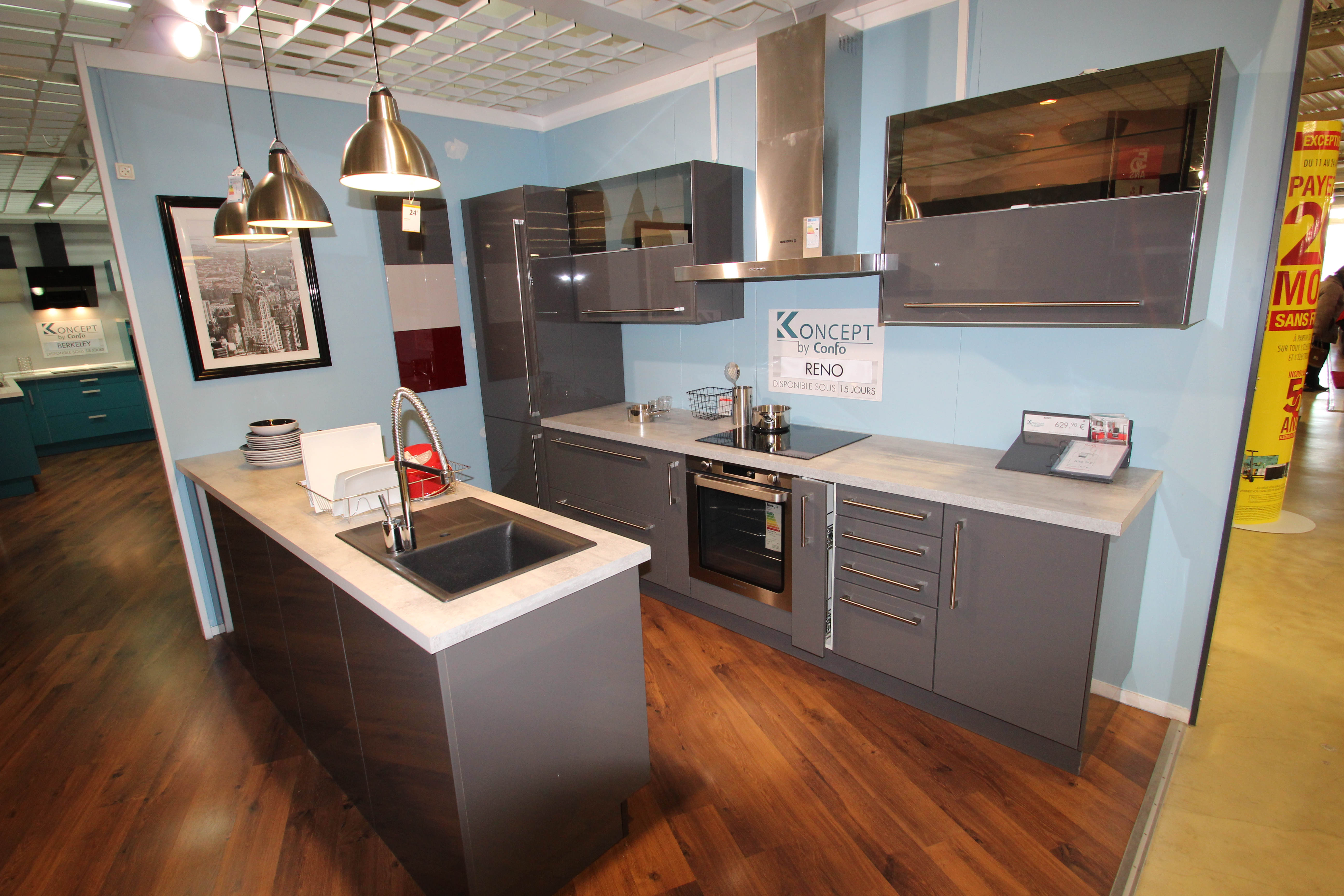